# Labeo kibimbi
Labeo kibimbi és una espècie de peix cipriniforme de la família dels ciprínids.

## Morfologia
Els mascles poden assolir els 47 cm de longitud total.

## Distribució geogràfica
Es troba a Àfrica: llac Tanganyika i riu Lufira.